# Ананян, Вахтанг Степанович
Вахтанг Степанович Ананян (арм. Վախթանգ Անանյան) (8 августа 1905 — 4 марта 1980) — армянский писатель, автор приключенческих повестей и труда «Животный мир Армении». Заслуженный деятель культуры Армянской ССР (1968).

## Биография
Вахтанг Ананян родился в селе Погос-Килица, ныне село Шамахян, недалеко от Дилижана в бедной крестьянской семье. Окончил несколько классов школы, но в дальнейшем об учёбе пришлось забыть. Работал пастушком. 
После Октябрьской революции он вступил в комсомол, продолжил учёбу, стал посылать заметки в «Крестьянскую газету». В 1928 году стал членом ВКП (б). Окончил республиканскую партийную школу.
В 1931 году была издана его первая книга «В огненном кольце» о приключениях подростков в годы Гражданской войны. В 1934 году опубликован сборник его рассказов «Охота», в которых описал армянскую природу яркими красками и реалистичными образами. С 1934 года — член Союза писателей СССР.
Участвовал добровольцем в Великой Отечественной войне. После войны была издана его книга фронтовых очерков «После войны».
В 50-х годах написал повесть о приключениях подростков «На берегу Севана», которая была переведена на ряд языков народов СССР и за рубежом и была несколько раз переиздана. Так же была популярна и другая его книга «Пленники Барсова ущелья». Обе повести экранизированы на Ереванской киностудии.
Кроме того он написал ряд книг о природе Армении, сборники рассказов и повестей, а также многотомный научно-популярный труд «Животный мир Армении».
Скончался 4 марта 1980 года в Ереване.

## Награды
- 2 ордена Трудового Красного Знамени (27.06.1956; 30.08.1965)
- орден Дружбы народов (13.08.1975)
- орден «Знак Почёта»
- медали
- Заслуженный деятель культуры Армянской ССР (1968)

## Произведения
- В огненном кольце
- После войны
- На берегу Севана
- Пленники Барсова ущелья
- Животный мир Армении
- По горным тропам
- Следы на тропе
- Рассказы охотника
- Маленький житель старой палатки

## Сценарии
- 1956 — Пленники Барсова ущелья — в соавторстве с Микаэлом Шатиряном

## Экранизации
- 1954 — Тайна горного озера — по повести «На берегу Севана»
- 1956 — Пленники Барсова ущелья — по одноименной повести

## Память

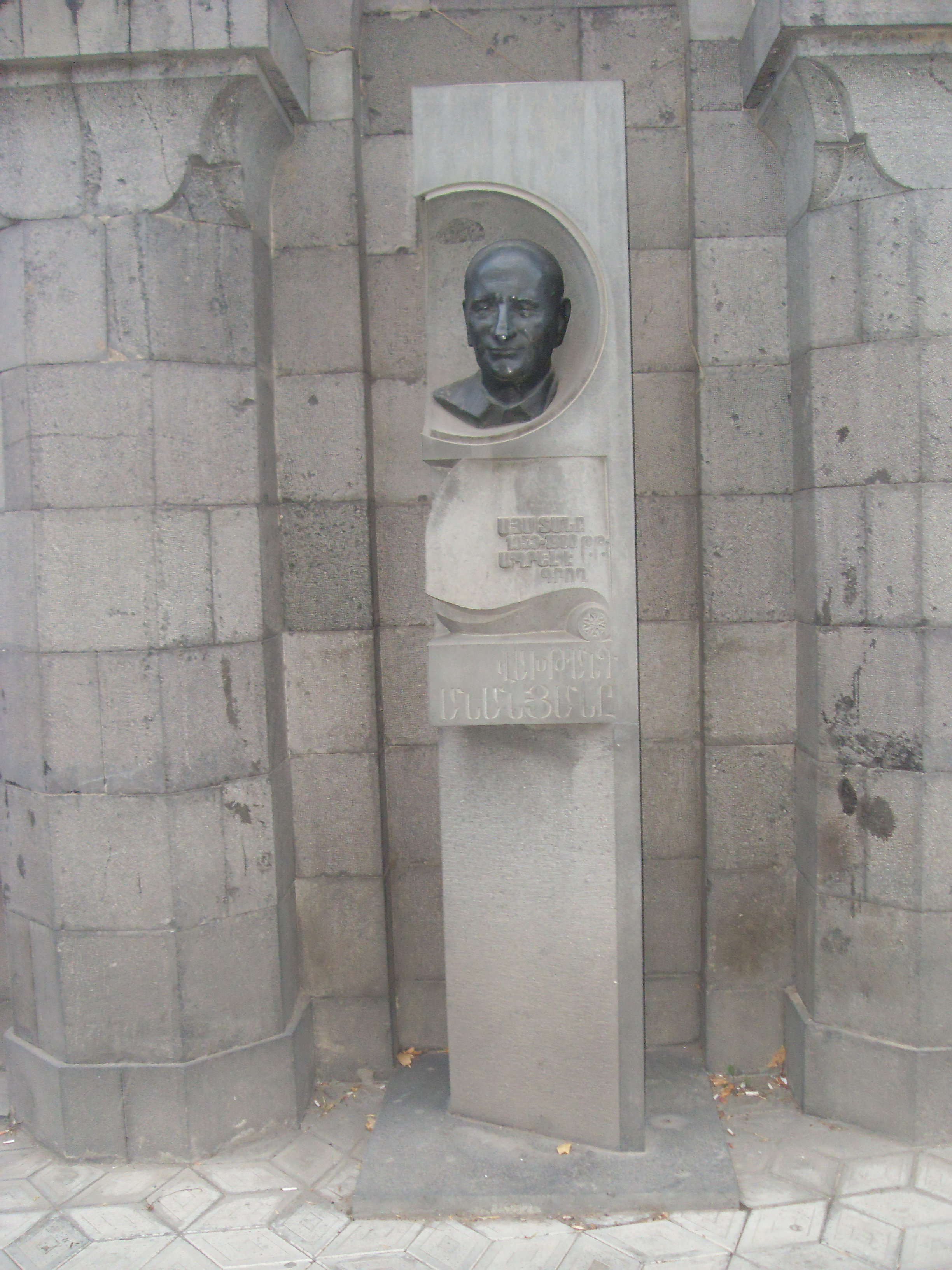
Бюст Вахтанга Ананяна
на улице Пароняна в Ереване

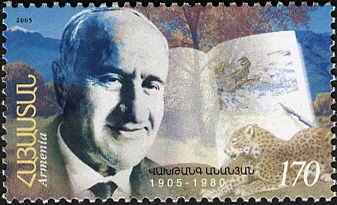
Почтовая марка Почты Армении
«Вахтанг Ананян 1905-1980»

- В Ереване, в центральном районе города Кентрон, напротив дома №1 по улице Пароняна, где Вахтанг Ананян проживал с 1953 по 1980 год, в 1982 году установлен его бюст работы А. Овсепяна.
- В 2005 году Почтой Армении была выпущена почтовая марка «Вахтанг Ананян 1905-1980», посвященная 100-летию со дня рождения Ананяна.
- Имя Вахтанга Ананяна носят ряд средних школ в Армении, в частности, школа №5 в Дилижане[2] и средняя школа в селе Аргел[3].